# VIVA (Великобритания и Ирландия)
VIVA — бывший музыкальный телеканал в Великобритании и Ирландии, принадлежащий Viacom International Media Networks Europe. Телеканал начал вещание 26 октября 2009 года, заменил собой TMF и прекратил вещание 31 января 2018 года.

## История
Телеканал был официально запущен 26 октября 2009 года Александрой Берк, с эксклюзивным живым выступлением ее сингла «Bad Boys». Первым музыкальным видео, которое будет показано на Viva, было «The Spell» датской поп-группы «Alphabeat» в The Official UK Chart Show Top 20 из Сарой-Джейн Крофорд в роли ведущей. Он первоначально транслировался 24 часа в сутки, пока Noggin не был снят с графика, и его часы были сокращены до 09:00 — 06:00. Он был далее сокращен до 09:00 — 03:00 1 августа 2011 года. В остальное время транслировался телемагазин.
19 сентября 2011 года Viva начал вещание в формате 16:9, но DOG (Digital on-screen graphic) по-прежнему был установлен в формат изображения 4:3 и оказался растянутым, позже было исправлено, поэтому оно появляется в безопасной зоне 4:3. Как и в других телеканалах Viacom, большинство контента 4:3 было растянуто до 14:9.
19 марта 2013 года Viva начал спутниковое вещание в открытом доступе, а затем 2 апреля 2013 года вышел на бесплатную платформу Freesat.
8 октября 2014 года, после приобретения Viacom британского вещательного телеканала «Channel 5», было объявлено, что Viva будет удалена из Freeview со всем развлекательным контентом, перемещающимся на «5*» (ныне «5STAR»). 15 апреля 2015 года его EPG-слот был взят телеканалом «5USA» (который перешел из Freeview-канала 31 для запуска Spike), когда Viva перешла на Freeview-канал 75, а его время вещания было изменено с 09:00 до 11:00. Канал по-прежнему транслировал полный рабочий день на всех других платформах.
31 июля 2015 года Viva перешел на Freeview-канал 58 и был доступен только для зрителей, у которых были устройства с функциями Freeview HD, Freeview Play, YouView или EE TV в некоторых регионах Великобритании. Viva транслировался с 09:00 до 11:00. Также вернулся на Freeview 2 октября 2015 года с 57-го по 58-й канал. После создания пропускной способности потока с 5USA +1, Viva расширилась для трансляции с 05:00 до 18:00 на наземных платформах.

### Закрытие Viva
Viva прекратил вещание на всех платформах в 06:00 в среду, 31 января 2018 года. В преддверии закрытия, Viva был удален с Freesat 511 30 января. 31 января телеканал Viva на Sky был заменен всплывающим телеканалом MTV Love, который был закодирован как часть набора музыкальных телеканалов MTV. На кабеле Virgin Media, в эфире Viva появилась информация, предлагающая зрителям переключиться на «4Music» (другой музыкальный телеканал, доступный на том же уровне пакета), с добавлением MTV Love в качестве нового канала на 318 кнопке. На Freeview 57 информировали зрителей о том, что Viva больше не доступна на платформе, направляя зрителей на сайт Viva, однако, веб-сайт телеканала был закрыт, и URL-адрес перенаправлен на страницу чартов на веб-сайте MTV. Последним музыкальным клипом, который был показан на Viva, был «Viva Forever» группы Spice Girls.